# وردیلی
وردیلی (به فرانسوی: Verdilly) یک کمون در فرانسه است که در پیکاردی واقع شده‌است.

## خصوصیات
وردیلی ۵٫۱ کیلومترمربع مساحت و ۴۳۲ نفر جمعیت دارد و ۱۲۱ متر بالاتر از سطح دریا واقع شده‌است.